# سیارک ۱۳۵۶۴
سیارک ۱۳۵۶۴ (به انگلیسی: 13564 Kodomomiraikan، نامگذاری:1992UH1)۱۳۵۶۴مین سیارک کشف شده‌است که در ۱۹ اکتبر ۱۹۹۲ کشف شد.